# De wilde horde
De wilde horde is het eenentwintigste stripverhaal uit de reeks van De Rode Ridder. Het is geschreven door Willy Vandersteen en getekend door Frank Sels. De eerste albumuitgave was in 1964.

## Het verhaal
In Camelot viert men de geboorte van Parcifal, koning Arthurs eerste zoon. Modred veinst blijdschap maar wordt ontmaskerd om zijn verraad in het vorige verhaal door Merlijn. Hij slaagt er echter in om met de hulp van de heks Gnora te ontsnappen. Johan en Lancelot gaan hem achterna en kunnen verscheidene valstrikken omzeilen. Terwijl maakt Gnora een toverdrank voor Modred die hem onkwetsbaar maakt. Hiermee verovert hij het leiderschap van een groep Picten en gaat op weg naar Corvan, een buitenverblijf waar koning Arthur met zijn gezin verblijft. Johan kan hem echter de toverdrank afhandig maken en verslaat hiermee de Picten. Modred overleeft en zweert wraak.